# Ladislav Vízek
Ladislav Vízek (* 22. Januar 1955 in Chlumec) ist ein ehemaliger tschechischer Fußballspieler. Er galt in der Tschechoslowakei als einer der besten Techniker aller Zeiten.
Ladislav Vízek spielte in seiner Jugend für TJ Čechie Hlušice und Jiskra Nový Bydžov. 1974/75 spielte er für Dukla Žatec, nach dieser Saison wechselte er zu Dukla Prag. Für Dukla absolvierte er 321 Erstligaspiele, in denen er 115 Tore schoss. 1977, 1979 und 1982 wurde er Tschechoslowakischer Meister, 1981 und 1983 Pokalsieger. 1982 wurde er mit 15 Treffern bester Torschütze. 1983 und 1985 wurde er zum Tschechoslowakischen Fußballer des Jahres gewählt. 1985/86 spielte er für den französischen Klub Le Havre AC.
Für die Tschechoslowakische Fußballnationalmannschaft machte Vízek 55 Spiele, in denen er 13 Tore schoss. Er nahm an der Europameisterschaft 1980 und an der Weltmeisterschaft 1982 teil. 1980 gewann er mit der Tschechoslowakei die Goldmedaille bei den Olympischen Spielen in Moskau.
Heute arbeitet er als Fußballexperte und Kommentator für das Portal idnes.cz der tschechischen Tageszeitung Mladá fronta Dnes.